# 阿多爾福湖
51°03′35″N 06°10′12″E / 51.05972°N 6.17000°E

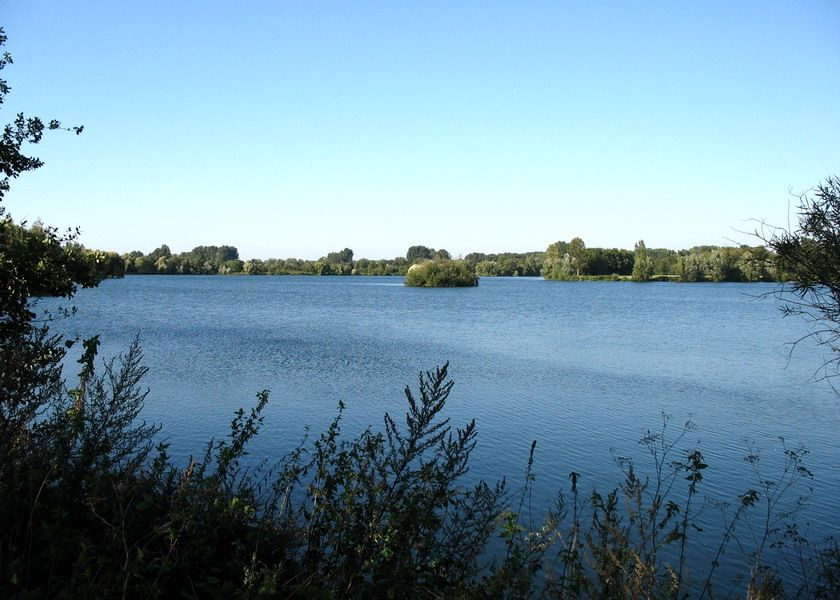

阿多爾福湖（德語：Adolfosee），是德國的湖泊，位於該國西部，由北萊茵-威斯特法倫州負責管轄，處於海因斯貝格縣，長0.8公里、寬0.6公里，面積0.31平方公里，海拔高度39米，最大水深12米。